# توماس ميدوين
توماس ميدوين (بالإنجليزية: Thomas Medwin)‏ (20 مارس 1788 في المملكة المتحدة - 2 أغسطس 1869 في المملكة المتحدة)؛ كاتب، مترجم، صحفي، شاعر وروائي بريطاني. درس في كلية أكسفورد الجامعية.